# SU Волопаса
SU Волопаса (лат. SU Boötis) — тройная звезда в созвездии Волопаса на расстоянии приблизительно 2663 световых лет (около 817 парсеков) от Солнца. Видимая звёздная величина звезды — от +12,72m до +11,96m.
Первый и второй компоненты — двойная затменная переменная звезда типа Алголя (EA)*. Орбитальный период — около 1,5613 суток.

## Характеристики
Первый компонент — белая звезда спектрального класса A3V, или A4V. Масса — около 1,95 солнечной, радиус — около 2,31 солнечных, светимость — около 49,01 солнечных. Эффективная температура — около 8847 K.
Второй компонент — оранжевая или жёлтая звезда спектрального класса K2, или G2IV. Масса — около 1,66 солнечной, радиус — около 1,96 солнечного, светимость — около 5,77 солнечных. Эффективная температура — около 5090 K*.
Третий компонент. Масса — не менее 0,97 солнечной. Орбитальный период — около 2709,1 суток (7,42 лет).